# Folkeafstemningen om spansk NATO-medlemskab 1986
Folkeafstemningen om spansk NATO-medlemskab 1986 blev afholdt i Spanien den 12. marts 1986. Der blev stemt for medlemskabet af 56.85% vælgerne.

## Resultat
| Spanish NATO membership referendum, 1986 Do you think it advisable for Spain to remain in the Atlantic Alliance under the terms set down by the government? |            |        |
| Valg | Stemmer    | %      |
| Ja | 9,054,509  | 56.85  |
| Ja | 6,872,421  | 43.15  |
| Gyldige stemmer | 15,926,930 | 92.35  |
| Ugyldige og blanke stemmer | 1,319,522  | 7.65   |
| Totale stemmer | 17,246,452 | 100,00 |
| Registrerede vælgere og deltagelse | 29,024,494 | 59.42  |
| Kilde: Ministerio del Interior de España |            |        |